# 摩和克語
摩和克語（自稱Kanienʼkéha）是一種摩和克族使用的易洛魁語。

## 方言
分為西部方言、中部方言、東部方言。

## 脚注
1. ↑  . Ethnologue.   [2018-06-09]. （原始内容存档于2019-09-29） （英语）.